# Cristian Martín Rodríguez
Cristian Martín Rodríguez Telis (Artigas, Uruguay, 10 de febrero de 1985) es un exfutbolista uruguayo. Jugaba en la posición de defensa. 

## Clubes
| Club             | País      | Año       |
| ---------------- | --------- | --------- |
| River Plate      | Uruguay   | 2003-2007 |
| Banfield         | Argentina | 2008      |
| Nacional         | Uruguay   | 2009      |
| Liverpool        | Uruguay   | 2009-2011 |
| Beijing BIT      | China     | 2011-2013 |
| Hebei Zhongji FC | China     | 2013-2014 |
| Tacuarembó FC    | Uruguay   | 2014-2015 |
| Liverpool        | Uruguay   | 2015      |
| Villa Española   | Uruguay   | 2015-2017 |
| Zulia FC         | Venezuela | 2018-     |

## Palmarés
| Título                      | Club     | País      | Año     |
| --------------------------- | -------- | --------- | ------- |
| Primera División de Uruguay | Nacional | Uruguay   | 2008-09 |
| Copa Venezuela              | Zulia FC | Venezuela | 2018    |